# ATC卡片

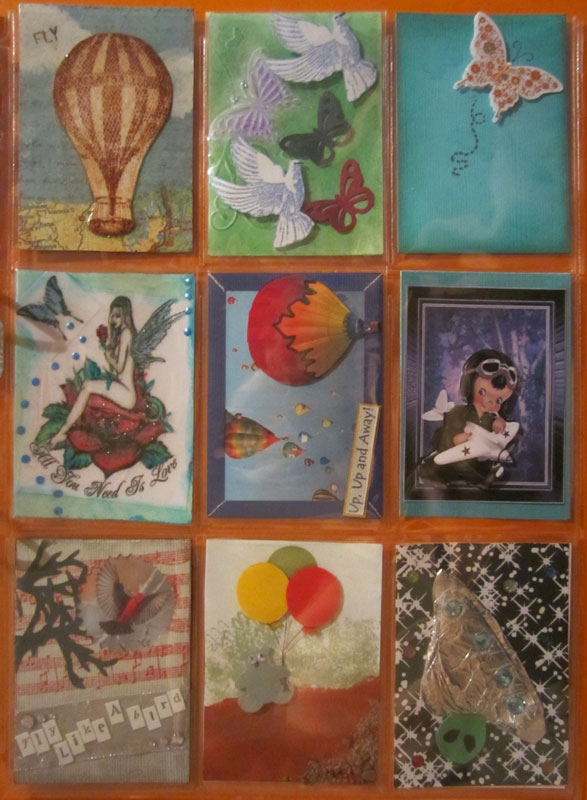
九張一組的ATC卡片

ATC卡片（Artist trading cards）也可稱為藝術家交換卡，是小型的卡片型手工藝術作品，大小類似現代的棒球卡，或是21⁄2乘31⁄2英寸（64乘89），其尺寸小到可以放進標準的的卡片收集夾中。ATC卡片是從郵件藝術運動中發展的，起源自瑞士。ATC卡片可以用各種不同的方式製成，包括乾劑媒介（鉛筆、筆、麥克筆等）、濕劑媒介（水彩、壓克力顏料等）、紙製品（珂拉琪拼貼畫、剪紙等），甚至包括金屬及纖維。一般常用ATC卡片來彼此交換或收集。若是用來販售的，一般不會稱為ATC卡片，而會稱為ACEO（art card editions and originals）。

## 歷史
瑞士藝術家Vänçi Stirnemann在1996年開始製作及推廣現代的ATC卡片，在蘇黎世舉行多次的交換活動。這種對卡片的興趣產生了ACEO（Art Cards, Editions and Originals）運動。

## ACEO: Art Cards, Editions and Originals

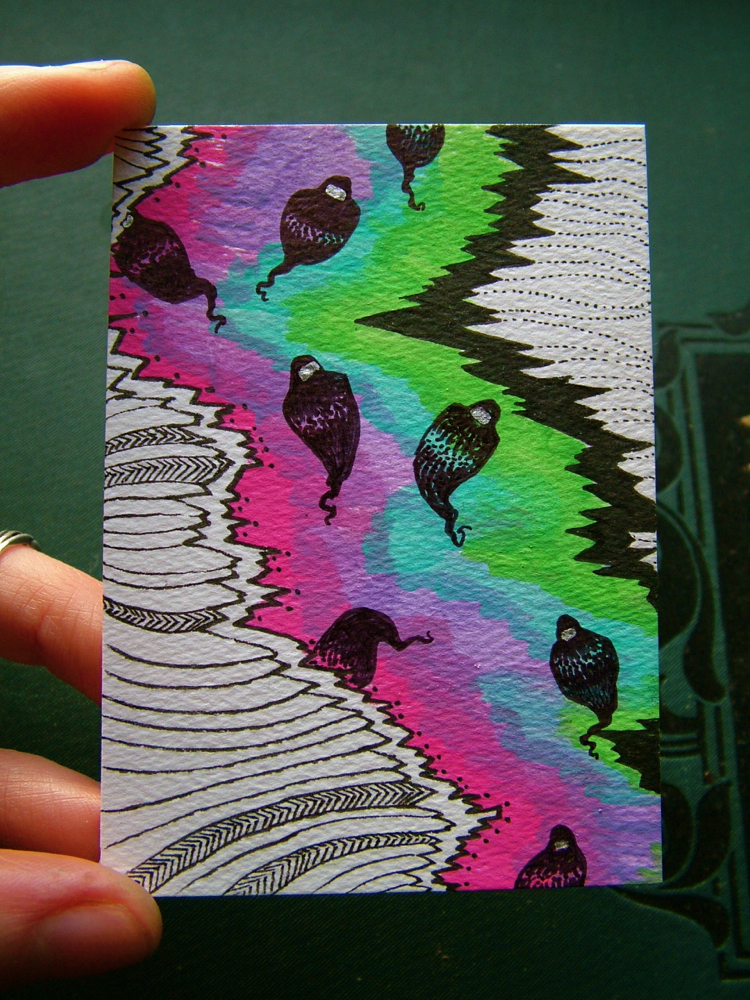
ATC卡片的照片

ACEO（Art Cards, Editions and Originals）是ATC卡片的一個分支，起源自 Lisa Luree於2004年在eBay成立的一個群組，在群組中創作卡片的目的除了交換外，也可以販售。許多ACEO是在像eBay這類的网上拍卖網站中賣出。ACEO可以是小性的原創藝術作品，或是其他藝術作品的小尺寸版本。
邁克·萊維特的藝術卡，是手繪的小幅藝術家畫像，複製傳統棒球卡的風格及形式。其主題包括文森特·梵高、鮑伯·魯斯、芙烈達·卡蘿、傑克遜·波洛克及麥可·傑克森等。。萊維特說：「我創作這些是為了比較不同領域的人，以及他們所做的事情。」。
至於更早的例子，Cleury Champion在1991年首先在他的前衛藝術雜誌eXpErImEnTaL (bAsEmEnT)中的目錄中販售他的ACEO。Cleury Champion最被認可的卡片是一張用貼有John M. Bennett實驗詩的卡片。

## Letterbox交易卡
Letterbox交易卡是一種特殊的ATC卡片，圖案中需包括一個類似郵票或郵戳的圖示。

## 外部連結
- ATCsForAll.com: Trading Site（页面存档备份，存于）
- IllustratedATCs.com: Trading Site
- ATC Quarterly
- Trading Card Questions（页面存档备份，存于）
- Original Art Trading Society (OATS)